# NGC 1005
NGC 1005 ist eine kompakte Elliptische Galaxie vom Hubble-Typ E/S0 im Sternbild Perseus am Nordsternhimmel. Sie ist schätzungsweise 198 Millionen Lichtjahre von der Milchstraße entfernt und hat einen Durchmesser von etwa 60.000 Lichtjahren. Vom Sonnensystem aus entfernt sich die Galaxie mit einer errechneten Radialgeschwindigkeit von näherungsweise 4.300 Kilometern pro Sekunde.
Das Objekt wurde am 9. Dezember 1871 vom französischen Astronomen Édouard Stephan entdeckt.

## Galaktisches Umfeld
| Nr. | Galaxie                 | Alternativname            | Rek          | Dek           | Distanz/asec |
| --- | ----------------------- | ------------------------- | ------------ | ------------- | ------------ |
| →   | NGC 1005                | PGC 10062                 | 02h39m29.2s  | +41d35m33.3s  | 0            |
| 1   | LEDA/PGC 2181312        | 2MASX J02394680+4127084   | 02h39m46.84s | +41d27m08.6s  | 262.03       |
| 2   | NGC 1000                | PGC 10028                 | 02h38m49.743 | +41d27m34.86s | 442.75       |
| 3   | LEDA/PGC 2182555        | 2MASX J02384770+4131542   | 02h38m47.73s | +41d31m54.4s  | 469.03       |
| 4   | LEDA/PGC 2183543        | 2MASX J02385029+4135332   | 02h38m50.27s | +41d35m33.3s  | 550.83       |
| 5   | LEDA/PGC 2184614        | 2MASX J02394554+4139184   | 02h39m45.55s | +41d39m18.2s  | 565.08       |
| 6   | NGC 995                 | PGC 10008                 | 02h38m32.0s  | +41d31m45s    | 637.77       |
| 7   | 2MASX J02384262+4136182 | WISEA J023842.63+413618.0 | 02h38m42.62s | +41d36m18.2s  | 645.93       |
| 8   | NGC 1001                | PGC 10050                 | 02h39m12.6s  | +41d40m18s    | 663.97       |
| 9   | LEDA/PGC 2185039        | 2MASX J02392843+4140491   | 02h39m28.45s | +41d40m49.1s  | 673.32       |
| 10  | LEDA/PGC 2178998        | 2MASX J02394104+4118244   | 02h39m41.03s | +41d18m24.5s  | 688.60       |
| 11  | LEDA/PGC 2178895        | 2MASX J02393607+4118024   | 02h39m36.08s | +41d18m02.7s  | 699.25       |
| 12  | LEDA/PGC 2183227        | 2MASX J02402571+4134240   | 02h40m25.71s | +41d34m23.9s  | 713.38       |
| 13  | LEDA/PGC 2178789        | 2MASX J02393315+4117393   | 02h39m33.14s | +41d17m39.3s  | 719.37       |
| 14  | LEDA/PGC 2183585        | [WGB2006] 023518+41200_e  | 02h38m31.82s | +41d35m40.1s  | 724.95       |
| 15  | NGC 996                 | PGC 10015                 | 02h38m39.87s | +41d38m51.1s  | 771.72       |